# إدوارد أكتون
إدوارد أكتون (بالإنجليزية: Edward Acton)‏ هو مؤرخ العصر الحديث ‏ بريطاني، ولد في 4 فبراير 1949 في هراري في زيمبابوي.